# Bertrand d'Eschaud
Bertrand d'Eschaud, d'Echaux, Etchauz, ou des Chaux, né à Saint-Étienne-de-Baïgorry en 1556 ou 1557  mort le 21 mai 1641, est un prélat français des XVIe et XVIIe siècles. Il est successivement évêque de Bayonne (1599-1617), puis archevêque de Tours (1617-1641). Prélat-commandeur du Saint-Esprit, Bertrand d'Eschaud est premier aumônier du roi Henri IV, dont il est parent, et de Louis XIII, qui lui promet le cardinalat. 

## Biographie

### Origine et famille
Bertrand d'Eschaud descend d'une noble et très ancienne maison originaire de Basse-Navarre. Son père, Antoine d’Echaux, chevalier, vicomte d’Echaux ou Baïgorry, seigneur de Labets et de Sallejuzan, était le fils aîné de Jeanne de Labets et de Gracian d’Echaux, vicomte de Baïgorry, qui sert en Italie comme homme d’armes de la compagnie du vicomte de Lautrec, et est ensuite panetier du roi Henri II. Sa mère est Catherine dite Suzanne de Saint-Esteven, fille de Pierre de Saint-Esteven, chevalier, seigneur d’Apat de Bussunarits, gentilhomme de la chambre du roi et son échanson ordinaire, lieutenant au Château-Neuf de Bayonne, et d'Adrienne d’Apat. 
Il était allié à la famille de Belzunce par le mariage de Jeanne de Chaux, fille de N. de Chaux, vicomte de Baïgorry en Basse-Navarre avec Jean II de Belzunce vers 1500.

### Évêque de Bayonne puis archevêque de Tours
Connu du roi Henri IV, il est nommé par ce dernier à l’évêché de Bayonne en remplacement de Jacques Maury, décédé le 17 janvier 1593. Bertrand d’Echaux reçoit le rochet des mains mêmes du pape Clément VIII, le 19 mars 1599. Il bénit la première pierre du couvent des Récollets de Ciboure, le 14 avril 1611. Après vingt ans d’épiscopat à Bayonne, il devient archevêque de Tours et porte pendant 35 ans, de 1606 jusqu’à sa mort, le titre de premier aumônier des rois Henri IV et Louis XIII. Il est abbé de Saint-Maixent-l'École de 1623 à sa mort.

### Lutte contre la sorcellerie
À cette époque, la chasse aux sorcières avait alimenté de nombreux bûchers. Face à la multitude de suspects (plusieurs milliers) qu’il aurait fallu éliminer, d’Echaux fait appel au roi pour remédier pacifiquement à ce fléau dans son diocèse. Sous la tutelle du religieux, deux missionnaires parcourent les contrées où se réfugiaient de nombreux adeptes de l’occultisme. Après quelques hésitations, certains demandèrent la prière de délivrance (pour être libérés de la sorcellerie). Cette mission est couronnée de succès.